# ニジツァ郡
ニジツァ郡（波:powiat nidzicki、英:Nidzica County）は、北ポーランドのヴァルミア＝マズールィ県にある地方自治体。1998年の地方行政区画再編の結果、1999年1月1日に誕生した。郡都で最大の都市はニジツァであり、オルシュティンの南48kmに位置する。
郡は960.7km2の面積がある。2006年の統計で、郡全体の人口が33,955人である。

## 近隣の郡
北部はオルシュティン郡、東部はシュチトノ郡、南東部はプシャスヌィシュ郡、南部はムワヴァ郡、南西部はジャウドヴォ郡、北西部はオストルダ郡と接している。

## 下位自治体
郡は4つの下位自治体に分割される。（1つの町、3つの村）なお、人口順に並べてある。
| 名称                             | 種類 | 面積（km2） | 人口（2006年） | 中心地                   |
| -------------------------------- | ---- | ----------- | -------------- | ------------------------ |
| グミナ・ニジツァ                 | 町   | 378.9       | 21,485         | ニジツァ                 |
| グミナ・コズウォボ               | 村   | 254.0       | 6,141          | コズウォボ               |
| グミナ・ヤノビエツ＝コシチェルニ | 村   | 136.3       | 3,443          | ヤノビエツ＝コシチェルニ |
| グミナ・ヤノボ                   | 村   | 191.6       | 2,886          | ヤノボ                   |

## 参照
- ポーランド公式人口2006